# 24308 Ковенцо
24308 Ковенцо (24308 Cowenco) — астероїд головного поясу, відкритий 29 грудня 1999 року.
Тіссеранів параметр щодо Юпітера — 3,260.